# Matsumuraeses felix
Matsumuraeses felix es una especie de polilla del género Matsumuraeses, tribu Grapholitini, subfamilia Olethreutinae. Fue descrita científicamente por Diakonoff en 1972.

## Distribución
Se distribuye por Indonesia (Java).